# Arquà Petrarca
Arquà Petrarca (velenceiül Arcuà) település Olaszországban, Veneto régióban, Padova megyében. Mai elnevezését a 19. században nyerte el, amikor az életének utolsó négy évét itt töltő nagy olasz költő, Francesco Petrarca tiszteletére Arquà község kibővítette a nevét. Lakosainak száma 1810 fő (2023. január 1.). Arquà Petrarca Baone, Monselice és Galzignano Terme községekkel határos.

## Népesség
A település népességének változása:
| Lakosok száma | 1868 | 1837 | 1810 |
|               | 2017 | 2018 | 2023 |